# Fossadalbero
Fossadalbero è una frazione di Ferrara di 356 abitanti della Circoscrizione 3.

## Geografia fisica
Si sviluppa tra Sabbioni e Ruina di Ro, in zona pianeggiante nelle vicinanze del Po, da cui è diviso dall'argine destro. 

## Storia

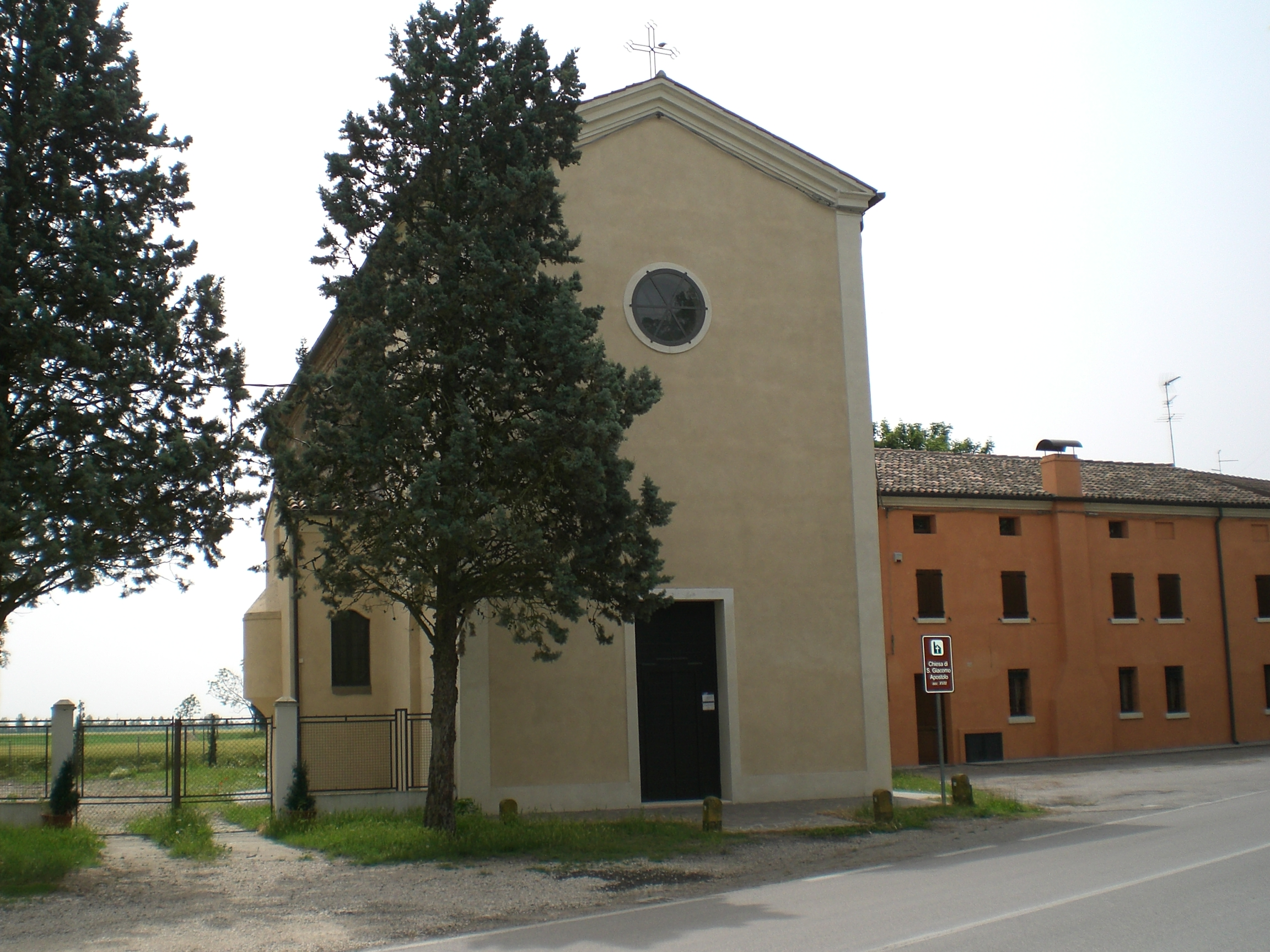
Chiesa parrocchiale

Il piccolo borgo è sorto a ridosso della delizia estense a partire dalla seconda metà del XV secolo.

## Monumenti e luoghi d'interesse

### Architetture religiose
- Chiesa di San Giacomo Apostolo (XVIII sec.).

### Architetture civili
- Delizia di Fossadalbero, caratterizzata da merlature guelfe con rivellini ed avancorpi. Conta 44 grandi stanze con alcuni soffitti a cassettoni, una cappella ed un giardino interno. Costruita fra il 1424 e il 1434 dall'architetto Giovanni da Siena per ordine di Niccolò III d'Este duca di Ferrara fu trasformata successivamente dagli Este in luogo di caccia e di svago poi fu donato da Alfonso I d'Este al suo consigliere Vincenzo Mosti nel 1527. Nel 1817 vi soggiornò George Gordon Byron e in tempi recenti è divenuto sede di un country club.[2][3]

## Economia
Il territorio è a vocazione agricola.

## Amministrazione
Amministrativamente fa parte della V Circoscrizione di Ferrara con sede a Pontelagoscuro.